# 新穂村

佐渡島における平成の大合併の地図。

新穂村（にいぼむら）は、かつて新潟県佐渡郡におかれていた村。両津市への通勤率は11.4%（平成12年国勢調査）。日本のトキの最後の生息地で、佐渡トキ保護センターがあった。2004年3月1日に、佐渡全域での合併により佐渡市の一部になった。

## 概要
新潟県の佐渡島の金井町と同じ内陸部の村であり、水田単作農家が多い地帯である。

## 地理
佐渡中部、国中平野の南東側にあった。村の北西半分が平野、南東半分は小佐渡丘陵にあり、丘陵からは国府川などが西へ流れた。村の北端は加茂湖に接していた。
- 山: 国見山(630m)
- 河川: 国府川、久知川、天神川、大野川
- 湖沼・ダム: 加茂湖、久知川ダム、新穂ダム、新穂第二ダム、大野川ダム

### 人口
|  |        |            | 人口  | 世帯数 |
|  | 1911年 | (明治44年) | 7,442 | 1,524  |
|  | 1920年 | (大正9年)  | 7,060 | 1,587  |
|  | 1930年 | (昭和5年)  | 6,785 | 1,500  |
|  | 1940年 | (昭和15年) | 6,801 | 1,485  |
|  | 1950年 | (昭和25年) | 7,861 | 1,584  |
|  | 1960年 | (昭和35年) | 7,131 | 1,582  |
|  | 1970年 | (昭和45年) | 5,882 | 1,552  |
|  | 1980年 | (昭和55年) | 5,309 | 1,562  |
|  | 1990年 | (平成2年)  | 4,964 | 1,559  |
|  | 2000年 | (平成7年)  | 4,778 | 1,549  |

### 隣接していた自治体
- 両津市、畑野町、金井町（現在すべて佐渡市の一部）

## 歴史

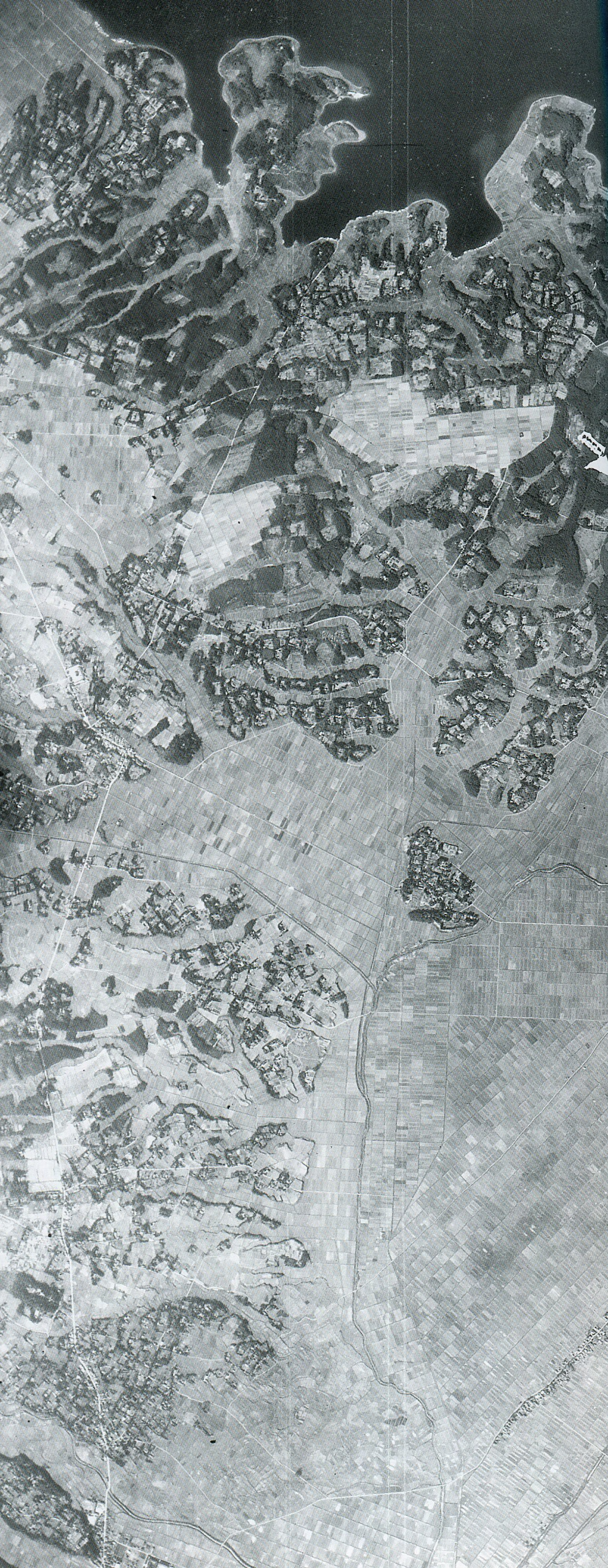
1945年の新穂村中心部

戦国時代末から江戸時代の初めにかけて新穂銀山（滝沢銀山）が賑わいを見せた。

### 沿革
- 1889年（明治22年）4月1日 - 町村制施行に伴い加茂郡新穂町、下新穂村、上新穂村、井内村、瓜生屋村、青木村、北方村が合併し、新穂村が発足。
- 1896年（明治29年）4月1日 - 郡の統合により佐渡郡に所属[4]。
- 1901年（明治34年）11月1日 - 佐渡郡大野村、長畝村、潟上村、田野沢村、正明寺村、国中村（一部）と合併し、新穂村を新設[5]。
- 1906年（明治39年） - 新穂村婦人会が結成される[5]。
- 1952年（昭和27年） - 村内に新潟刑務所新穂泊込作業場が設けられて[6]受刑者が公共工事にあたる。
- 1965年（昭和40年） - 村内の小字名が廃止される[7]。
- 1965年（昭和40年）11月15日 - 佐渡郡金井町と境界の一部を変更。
- 1995年（平成7年） - 新穂村西部圃場整備事業が開始される[8]。
- 2004年（平成16年）3月1日 - 両津市、相川町、佐和田町、金井町、畑野町、真野町、小木町、羽茂町、赤泊村と合併して、佐渡市となり消滅。

## 行政

### 歴代村長

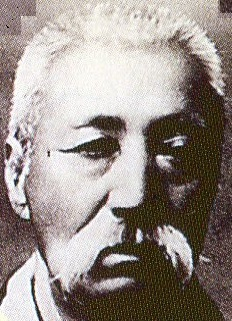
河野勝蔵

- 約103年間の間に20人の村長が就任していた[9]。

| 代      | 村長名         | 備考   |
| ------- | -------------- | ------ |
| 初 - 2  | 池野最平       |        |
| 3       | 河野勝蔵       |        |
| 4 - 5   | 鳥井嘉蔵       |        |
| 6       | 本間一松       |        |
| 7       | 河原作一       |        |
| 8       | 河野治一       |        |
| 9       | 臼杵伊之吉     |        |
| 10      | 河原作一       | 再選   |
| 11      | 荷上與六       |        |
| 12      | 河原作一       | 再々選 |
| 13      | 藍原小一郎     |        |
| 14      | 和田松五郎     |        |
| 15      | 佐藤徹次郎     |        |
| 16      | 藍原小一郎     | 再選   |
| 17      | 堀口四良次     |        |
| 18      | 斉藤豊         |        |
| 19      | 後藤億衛       |        |
| 20 - 22 | 本間市郎左衛門 |        |
| 23 - 24 | 竹中錬英       |        |
| 25      | 河原治一       |        |
| 26 - 27 | 山本三郎       |        |
| 28 - 30 | 菊池一春       |        |
| 31 - 32 | 本間權市       |        |

### 姉妹都市・提携都市
友好交流
- 洋県（中国陝西省）

## 経済

### 産業
農業が中心で、特に米作が盛んであった。ほかに柿、大豆が造られ、牛が飼育された。
加茂湖ではカキの養殖が行なわれた。
- 産業人口

|  | 第1次産業 | 714人   |
|  | 第2次産業 | 532人   |
|  | 第3次産業 | 1,244人 |

## 教育
- 新潟県立佐渡養護学校　1959年設置の分校が前身。1986年創立。
- 新穂中学校　1947年創立
- 新穂小学校　1902年創立
- 行谷小学校

## 交通

### 道路
村内に国道は通っていない。
- 主要地方道
  - 新潟県道65号両津真野赤泊線
  - 新潟県道81号佐渡縦貫線

## 名所・旧跡・観光スポット・祭事・催事
- トキの森公園・佐渡トキ保護センター
- 根本寺
- のろま人形　国の重要無形民俗文化財。
- 鬼太鼓（おんでこ）
- 潟上温泉
- 牛尾神社
- 日吉神社
- 大日堂
- 清水寺
- 神宮寺
- 新穂城跡
- 青木城跡
- 歴史民俗資料館